# Красная Нива (Новгородская область)
Красная Нива — деревня в Марёвском муниципальном районе Новгородской области, входит в состав Моисеевского сельского поселения. Площадь земель относящихся к деревне — 0,2 га.
Деревня расположена на Валдайской возвышенности, на высоте 203 м над уровнем моря, к юго-востоку от Моисеева и Марёва.

## История
В 1970-х годах деревня была в составе Одоевского сельсовета Марёвского района. Решением Новгородского облисполкома № 720 от 29 декабря 1976 г. Одоевский сельсовет был упразднён, а деревня Красная Нива была передана в Марёвский сельсовет.
В соответствии с решением Новгородского облисполкома № 392 от 12 сентября 1984 года деревня вошла в состав новообразованного Моисеевского сельсовета с центром в деревне Моисеево. По результатам муниципальной реформы деревня входит в состав муниципального образования — Моисеевское сельское поселение Марёвского муниципального района (местное самоуправление), по административно-территориальному устройству подчинена администрации Моисеевского сельского поселения Марёвского района.

## Население
| 2010 | 2011 | 2012 | 2013 | 2014 | 2015 | 2016 |
| ---- | ---- | ---- | ---- | ---- | ---- | ---- |
| 0    | →0   | →0   | →0   | →0   | →0   | →0   |